# Boophone
Boophone Herb. – rodzaj roślin z rodziny amarylkowatych, obejmujący dwa gatunki, występujące naturalnie w Afryce na obszarze od południowego Sudanu do Republiki Południowej Afryki. Boophone disticha jest jedną z roślin cebulowych najczęściej stosowanych do celów leczniczych przez rdzenną ludność południowej Afryki. Rysunki tych roślin obecne są już w malowidłach skalnych. Pod koniec XX wieku odkryto w Prowincji Przylądkowej Wschodniej szczątki człowieka z ludu Khoisan zmumifikowanego z łuskami cebul Boophone disticha. Cebule są bardzo trujące, działają drażniąco na skórę. Napary z cebul przyjmowane doustnie powodują uspokojenie, znieczulenie, omamy wzrokowe, irracjonalne zachowanie, a w większych dawkach śpiączkę i śmierć. Rośliny te są stosowane również w celach rytualnych i jako narkotyk. Cieszą się szczególnie wysokim statusem u ludu Soto. W języku soto październik nazywa się mphalane-es-leshoma, co oznacza: okres kwitnienia Boophone disticha.

## Zasięg geograficzny
Gatunek Boophone haemanthoides występuje w południowo-zachodniej Namibii i w Prowincji Przylądkowej Zachodniej w Południowej Afryce, na obszarze rozciągającym się od wybrzeża do gór Roggeveld w zachodnim Karru Wielkim. Gatunek B. disticha jest szeroko rozpowszechniony w tropikalnej Afryce i występuje na obszarze od południowego Sudanu przez Sudan Południowy, Zair, Ugandę i Kenię do Republiki Południowej Afryki.

## Morfologia

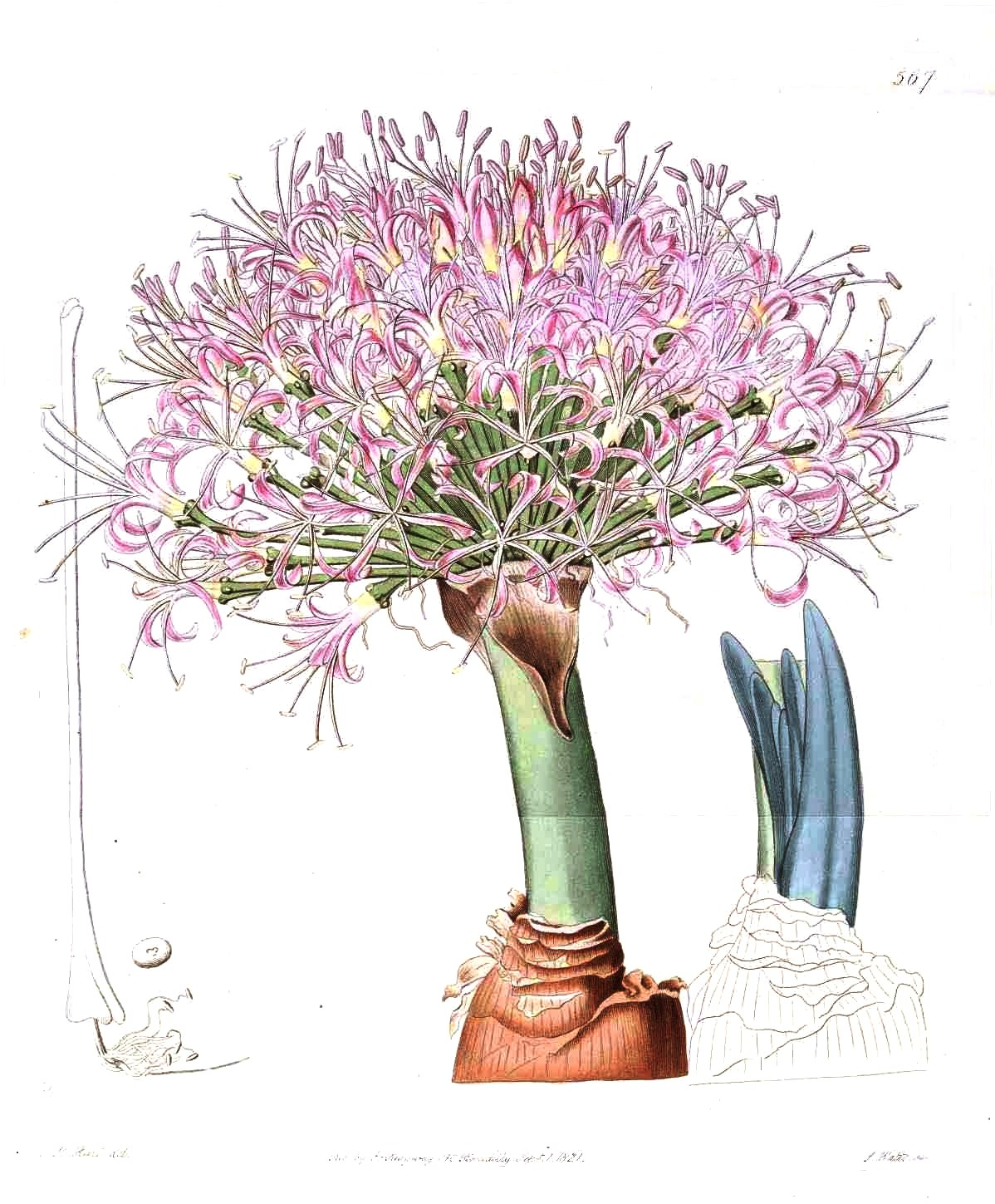
Budowa B. disticha

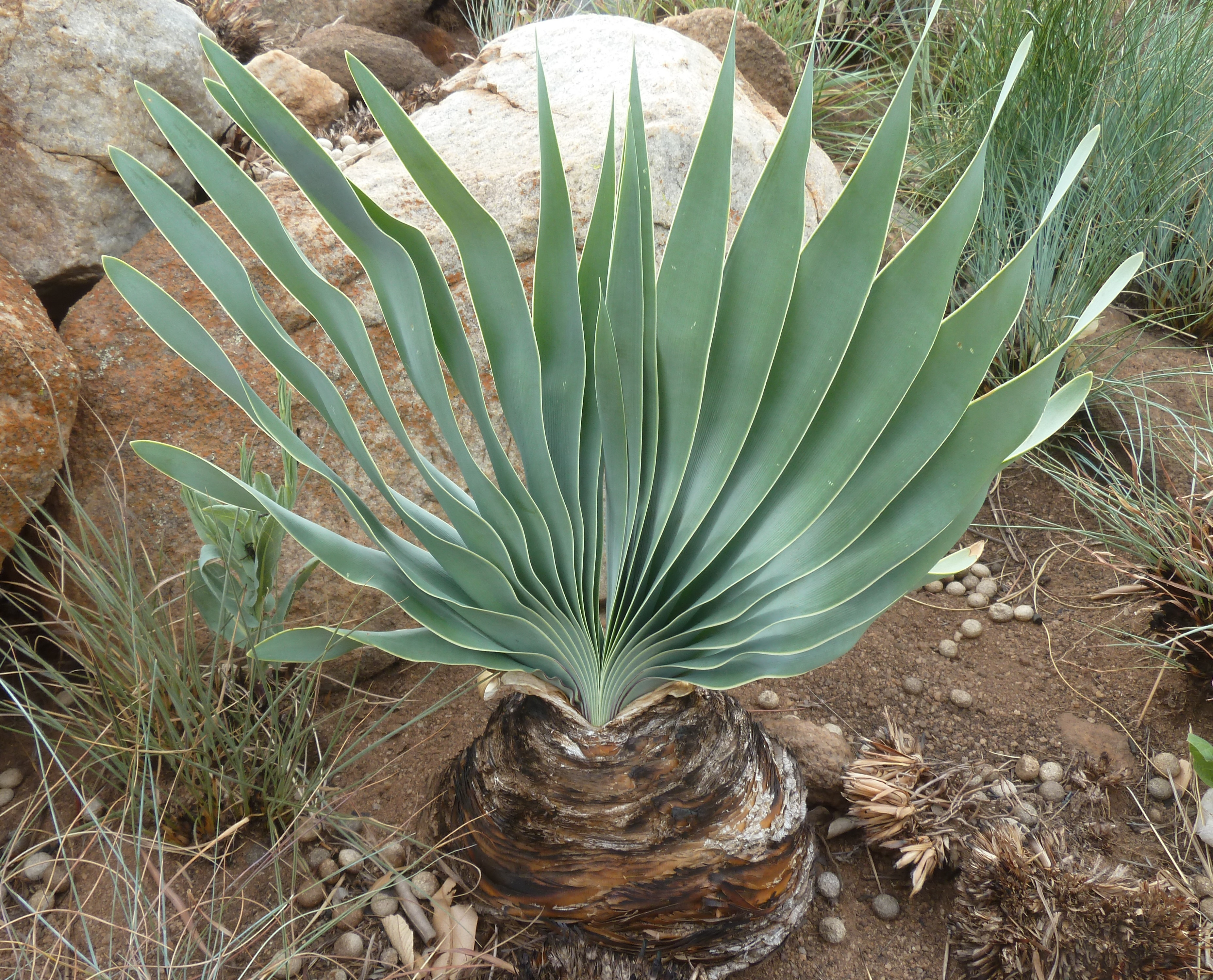
Liście B. disticha

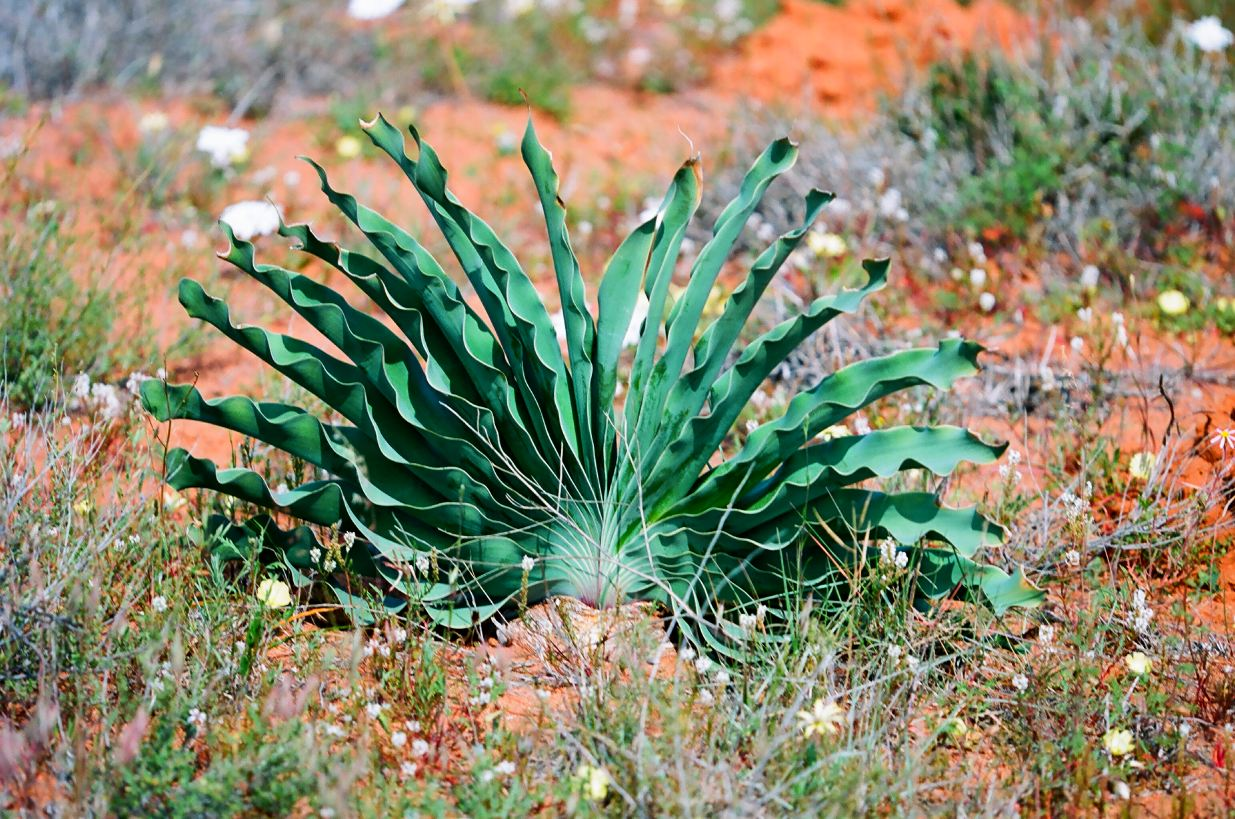
Liście B. haemanthoides

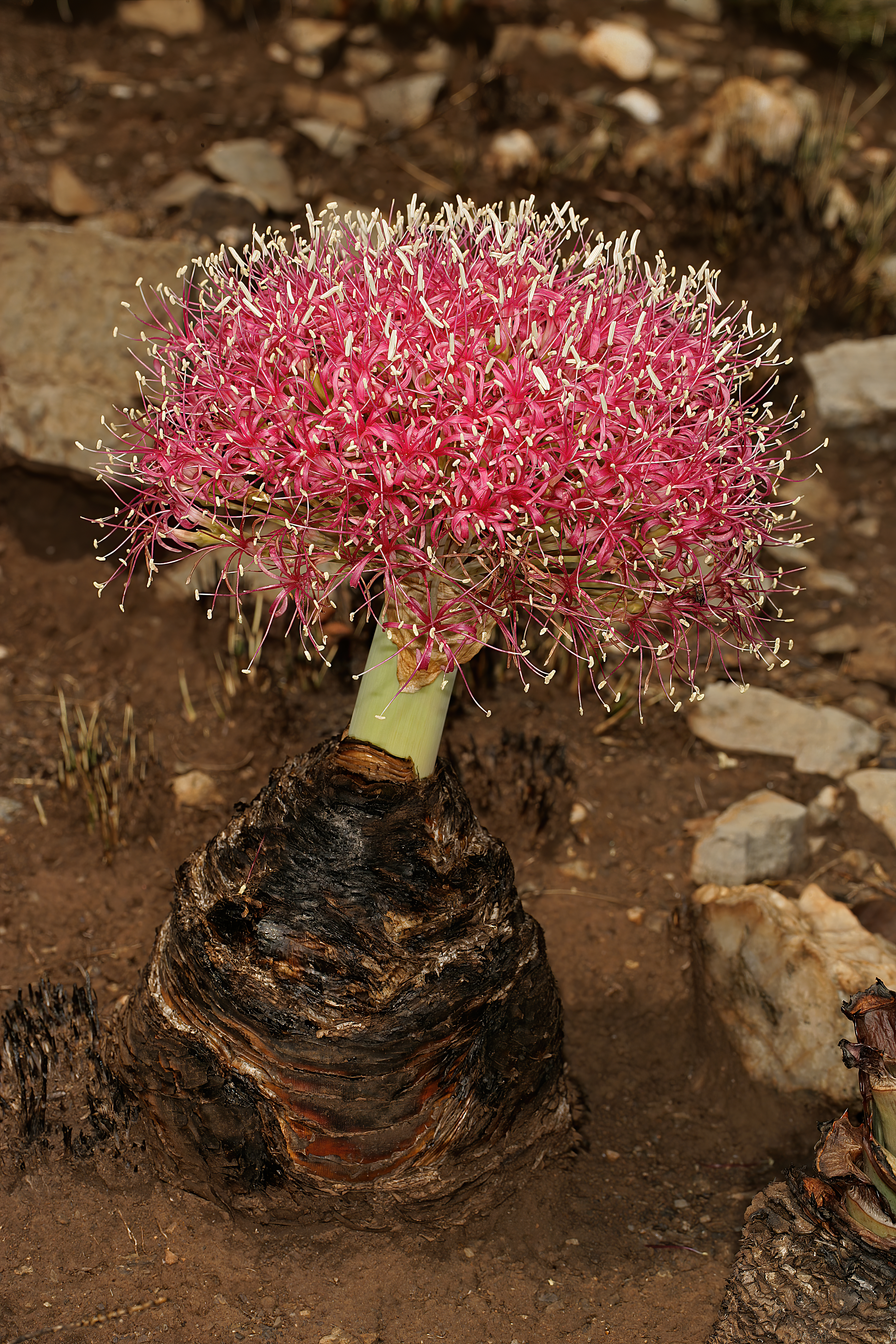
Kwiatostan B. disticha

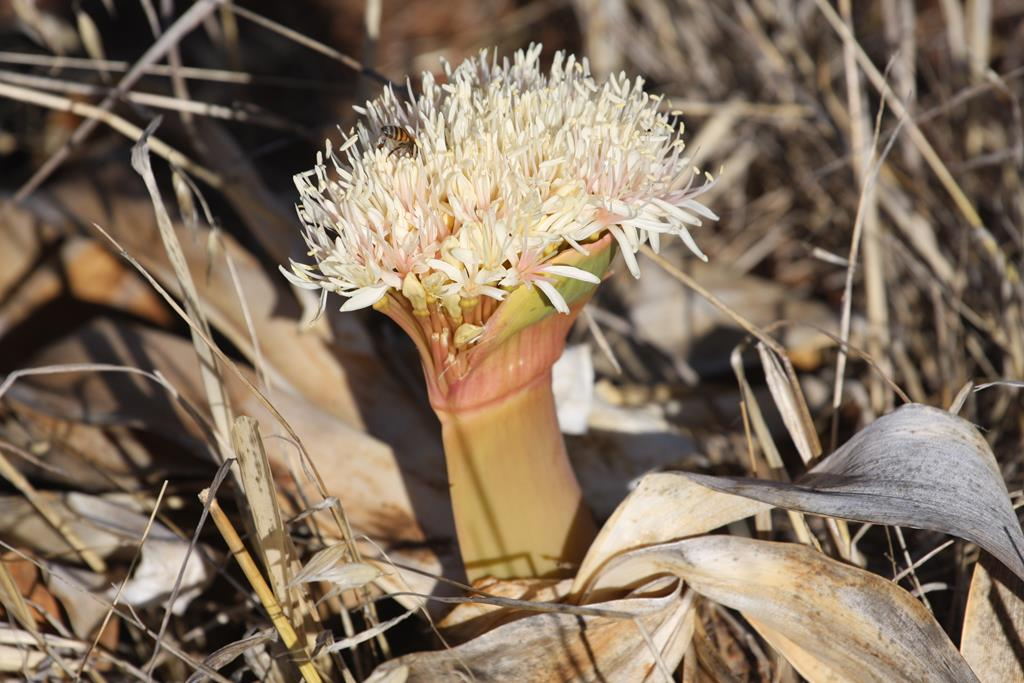
Kwiatostan B. haemanthoides

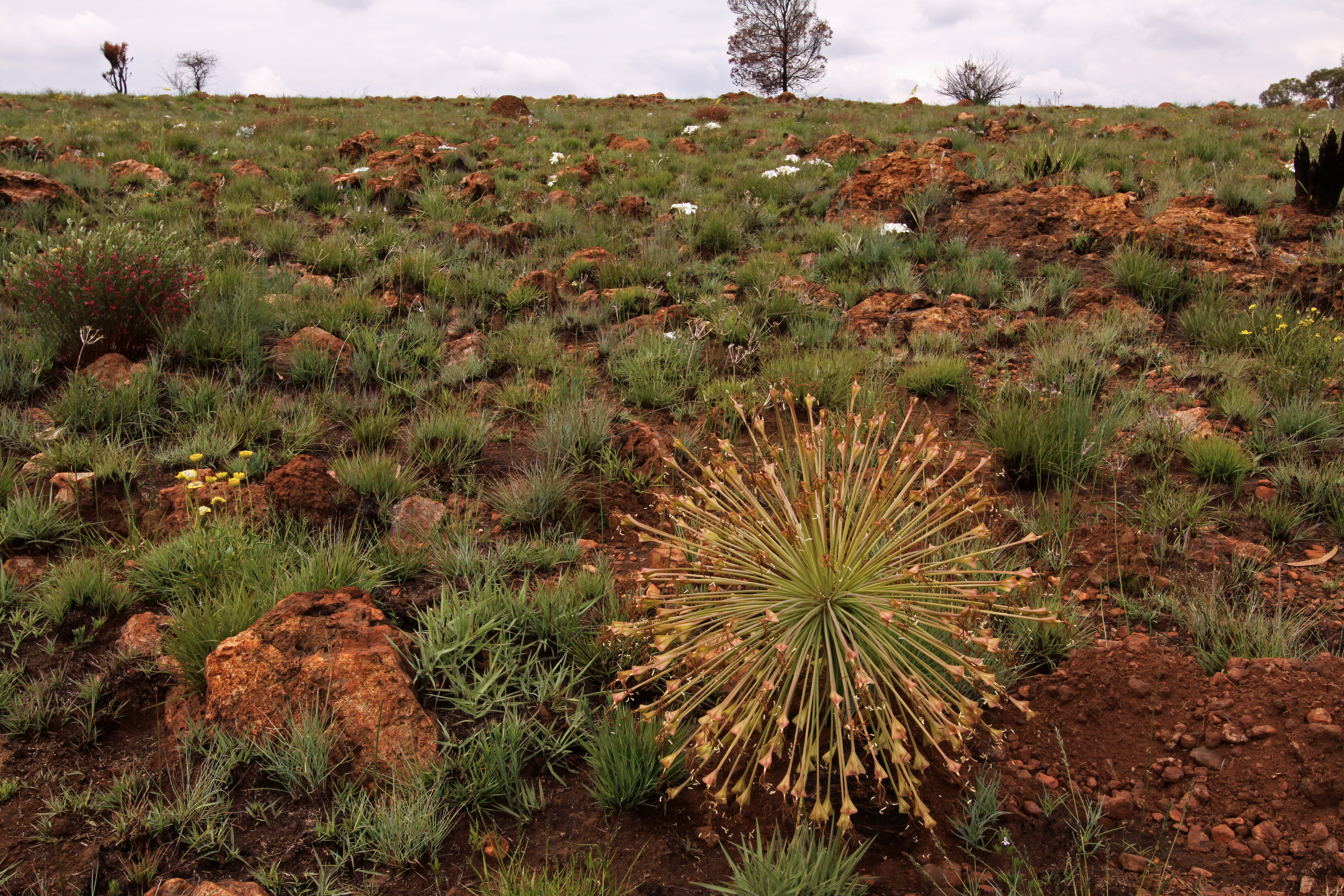
Kulisty owocostan B. disticha

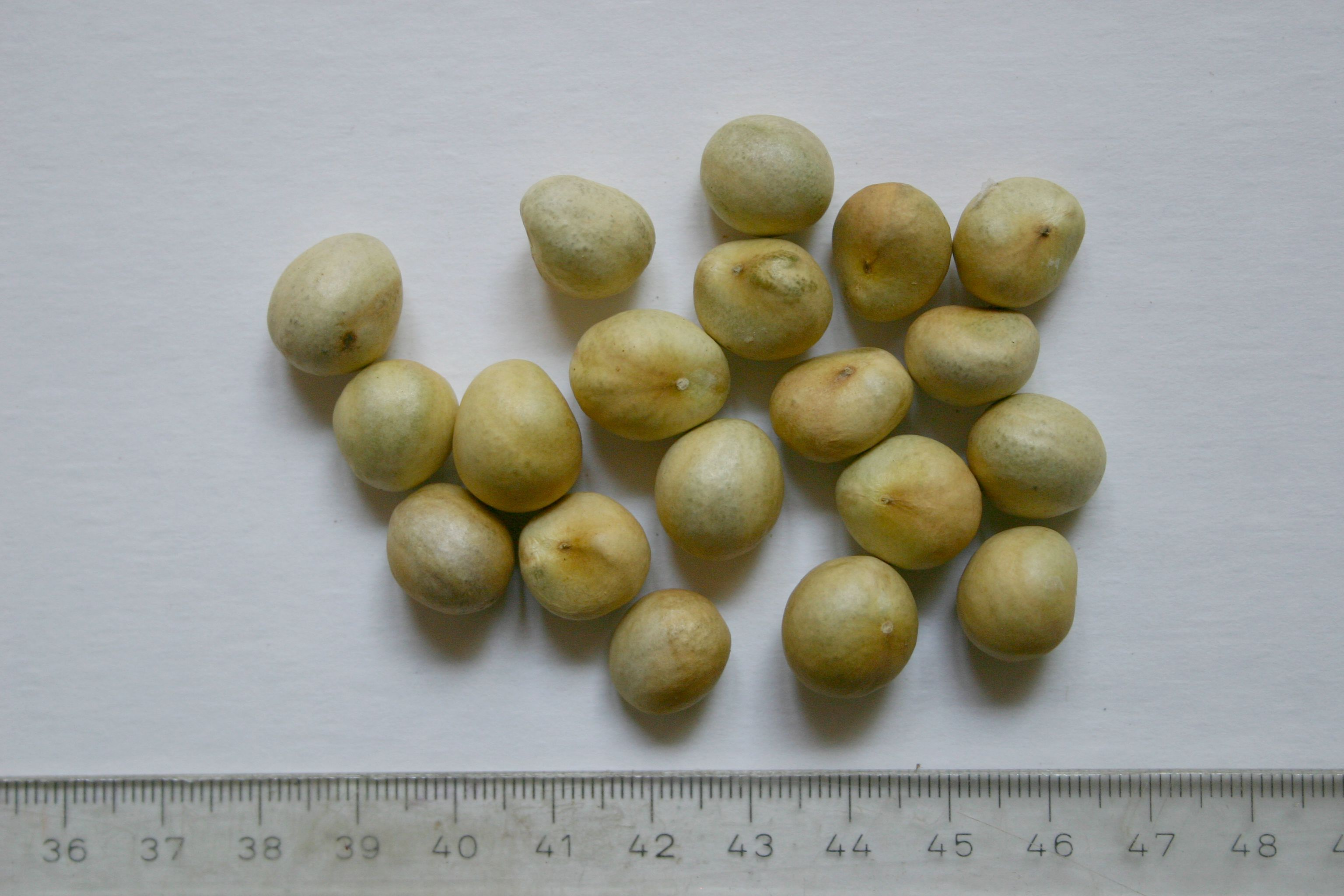
Nasiona B. disticha

PokrójWieloletnie rośliny zielne, niekiedy określane jako sukulenty, o wysokości do 30–40 cm (Boophone haemanthoides) lub do około 50 cm (B. disticha).
PędJajowata do kulistawej, zasadniczo nadziemna cebula o średnicy do 18 cm (Boophone haemanthoides) lub do 30 cm (B. disticha), chroniona grubymi, brązowymi łuskami, w niektórych źródłach opisywanymi jako szarawe i pergaminowate lub winnoczerwone do brązowawych, błoniasto-papierzaste i lśniące. Cebula B. disticha osiąga wagę 1,4 kg. Korzenie okrągłe na przekroju, mięsiste.
LiścieUlistnienie dwuszeregowe. Rośliny wypuszczają raz w roku od 12 do 20 liści, wpierw wzniesionych, następnie wachlarzowato rozpostartych. Blaszki liściowe podługowate, lancetowate, mieczowate, kanalikowate, języczkowate, skórzaste, niekiedy pofalowane na brzegach, sinozielone do zielonych, o wymiarach 15–30 × 5–10 cm (B. haemanthoides) lub 30–45 × 2,5–3 cm (B. disticha), zwężające się w kierunku wierzchołka. Brzegi blaszek szkliste. W czasie kwitnienia liście usychają, a według niektórych źródeł pojawiają się dopiero po przekwitnięciu rośliny.
KwiatyOkoło 50–100 (B. disticha) lub 100 i więcej (B. haemanthoides) wonnych kwiatów zebranych jest w gęsty, kulistawy baldach, o średnicy 15–30 cm, wyrastający na krótkim (do 30 cm), wzniesionym, niekiedy spłaszczonym głąbiku. Baldach wsparty dwiema trójkątnymi podsadkami, u B. disticha o długości 5–7 cm, u B. haemanthoides wzniesionymi, różowymi lub czerwonymi, o długości do 14 cm i szerokości do 8,5 cm. Szypułki o długości 5–10 cm, wydłużające się w czasie owocowania do długości 15–30 cm. Okwiat promienisty, lejkowaty, w dolnej części rurkowaty, powyżej rozpostarty, sześciolistkowy. U B. disticha jasnoczerwony, z rurką o długości 1–1,3 cm, niemal okrągłą na przekroju, powyżej wolny z równowąskimi łatkami o długości 2–2,5 cm. U B. haemanthoides kremowo-żółty i czerwieniejący z wiekiem, z rurką o długości 5–7 mm, sześciokątną na przekroju z głębokimi bruzdami pomiędzy kątami, powyżej wolny z kapturkowato zakończonymi łatkami o długości 3,5 cm, zwężającymi się do nasady. Listki okwiatu wąsko lancetowate. Sześć pręcików wolnych, osadzonych u gardzieli rurki okwiatu, u B. disticha długości listków okwiatu, u B. haemanthoides wystających na 1 cm ponad okwiat. Nitki pręcików proste, nitkowate. Główki dołączone grzbietowo, podługowate, bocznie położone, żółte lub kremowe. Zalążnia dolna, u B. disticha wartołkowata, u B. haemanthoides odwrotnie stożkowata i ostro kanciasta, trójkomorowa, zielona, zawierająca od jednego do kilku zalążków w każdej komorze. Szyjka słupka nitkowata, prosta lub nieco zakrzywiona, nieco dłuższa od pręcików, trójwrębna, u B. disticha czerwona.
OwoceOwocostan kulisty, o średnicy do 60 cm. Owocami są suche, papierzaste torebki, trójkanciaste, wartołkowate, krótko dziobate, o kątach wyraźnie prążkowanych, u B. disticha o średnicy około 2 × 1,3 cm, niepękające lub rozpadające się przegrodowo. Nasiona kuliste, mięsiste, o średnicy 8–11 mm, bladozielone z cienką, korkową łupiną. Zarodek zielony.
Gatunki podobneKwiaty Boophone są powierzchownie podobne do kwiatów roślin z rodzaju Crossyne, które różnią się mniejszym, nieregularnym kształtem, krótszymi rurkami okwiatu i łatkami, a dojrzały owocostan odrywa się u nasady, a nie wierzchołka głąbiku. Ponadto Crossyne ma cebule podziemne i paskowate, sterczące lub płożące liście, z owłosionymi brzegami.

## Biologia i ekologia
AnatomiaLiście składają się z odosiowo i doosiowo równej lub prawie równej skórki z równomiernie rozłożonymi na obu powierzchniach anomocytycznymi aparatami szparkowymi, otoczonymi grubościennymi komórkami ze skrzydełkowatymi wyrostkami, dwóch stref miękiszu asymilacyjnego z kanalikami śluzowymi oraz środkowej strefy miękiszu szklistego (hialinowego), w którym w jednym rzędzie, na całej szerokości liścia, osadzone są wiązki przewodzące. Każda wiązka otoczona jest osłoną składającą się z jednej do trzech warstw, w większości hialinowego miękiszu. Między wiązkami przewodzącymi a skórką obecne są po obu stronach liścia pasma twardzicy. Ziarna pyłku dwubruzdowe, wielkości około 47 μm. Egzyna z małymi kolcami.
RozwójGeofity cebulowe, przechodzące okres spoczynku. U roślin z gatunku B. haemanthoides liście pojawiają się późną jesienią, szybko wydłużają się zimą i zamierają późną wiosną. Rośliny zakwitają po uschnięciu liści, od końca października do lutego lub nawet do końca lata. Pojedyncze kwiaty są krótkotrwałe. Kwiatostany kwitną przez nie dłużej niż tydzień, po czym szypułki szybko się wydłużają i sztywnieją, tworząc kulisty owocostan. Mięsiste, okrągłe nasiona rozwijają się w torebkach, a gdy dojrzeją, ich powiększający się rozmiar rozrywa ściany owocu, a niektóre z nich spadają na ziemię. Biegacze, dojrzały owocostan odłamuje się na szczycie głąbika i jest przenoszony przez wiatr, zapewniając rozsiewanie pozostałych nasion. Ponieważ główki często zatrzymują się na płotach, często rośnie wzdłuż nich wiele tych roślin. Nasiona pokryte są cienką warstwą korka, która chroni je w okresie gorącym. Rośliny z gatunku B. disticha kwitną od lipca do października, a te występujące na obszarach zimowych opadów deszczu od lutego do kwietnia. Rozwój ich owoców i rozprzestrzenianie nasion są takie same jak u B. haemanthoides. Biologia zapylania obu gatunków nie została dokładnie zbadana, ale kwiaty tych roślin odwiedzają pszczoły, muchówki i mrówki.
SiedliskoB. disticha zasiedla skaliste zbocza i równiny, karru, miombo i sawanny, busz oraz lasy świetliste na wysokości do 2450 m n.p.m., głównie w rejonach występowania letnich opadów deszczu.
B. haemanthoides występuje na glebach piaszczystych i na wychodniach piaskowcowych i diabazowe na nadbrzeżnych równinach lub wyżynnych skarpach. Podgatunek haemanthoides stanowi element roślinności nadbrzeżnych formacji zaroślowych (strandveld). Podgatunek ernesti-ruschii ma znacznie szerszy, śródlądowy zasięg i występuje na stromych, skalistych zboczach górskich i wąwozach, skalistych wychodniach i równinach, w wielu formacjach roślinnych. W północnych częściach swojego zasięgu ten podgatunek występuje w wyjątkowo suchych warunkach, gdzie susze mogą trwać kilka lat, a rośliny często doświadczają w zimie ujemnych temperatur. Oba podgatunki są zwykle spotykane w koloniach, chociaż zdarzają się również pojedyncze, izolowane osobniki.
Cechy fitochemiczneCebule B. disticha zawierają w suchej masie 0,3% alkaloidów, z czego: 19,4% stanowi bufanidryna, 18,6% undulatyna, 16,9% bufanizyna, 14,1% bufanamina, 11,1% bufanityna, 7,2% krynina, 5,4% dystychamina, 1,2% krynamidyna, 0,6% acetylonerbowdyna, 0,4% likoryna i 0,3% bufacetyna. Ponadto z cebul wyizolowano apocyninę, kwas chelidonowy, ipuranol, kwasy tłuszczowe i sterol. Badania alkaloidów wykazały, że kilka z nich: bufanidryna (o działaniu zbliżonym do skopolaminy), bufanizyna, bufanamina i dystychamina wykazuje powinowactwo do transportera serotoniny, co tłumaczy stosowanie tych roślin w medycynie tradycyjnej na zaburzenia lękowe i inne zaburzenia ośrodkowego układu nerwowego. Alkaloid izochinolinowy bufanidryna ma działanie halucynogenne. Zarówno bufanidryna, jak i dystychamina wykazują również szerokie spektrum przeciwbakteryjne, działając przeciwko gronkowcowi złocistemu, pałeczce okrężnicy i pałeczce zapalenia płuc, co tłumaczy stosowanie roślin na rany i infekcje. Krynina wykazuje działanie hamujące esterazy acetylocholinowe z wartością IC50 na poziomie 445 μM, jest również toksyczna dla komórek nerwiaka zarodkowego. Likoryna ma działanie wymiotne silniejsze od emetyny oraz działanie obniżające ciśnienie tętnicze i depresyjne na ośrodkowy układ nerwowy.
Rośliny te są trujące dla bydła i owiec, które mogą zgryzać liście w czasie wypasu. U zwierząt po zatruciu B. disticha zaobserwowano szaleńcze i zdezorientowane zachowanie, przypominające ostre upojenie alkoholowe. Cebule są bardzo trujące, kontakt z nimi powodują podrażnienie skóry. Są silnie halucynogenne, a ich spożycie może prowadzić do śmierci. W wyniku stosowania rośliny odnotowano wiele zgonów. Zatrucie objawia się silnymi wymiotami, osłabieniem, śpiączką i śmiercią. Roślina powoduje aberracje chromosomowe w ludzkich limfocytach. Zatrucie B. disticha przypomina ostre zatrucie skopolaminą i może być mylone z silnym upojeniem alkoholowym, zapaleniem opon mózgowo-rdzeniowych i ostrą malarią. Wąchanie kwiatów i wdychanie pyłku może spowodować silny ból głowy, senność i ból oczu.
Właściwości Boophane disticha znane były już w starożytności. Na stanowisku archeologicznym Boomplaas w Południowej Afryce odkryto, że liście tej rośliny służyły do wykładania dołów do przechowywania bogatych w oleje nasion Pappea capensis. W Melkhoutboom odkryto narzędzia kamienne sprzed 6000 lat oraz zmumifikowane szczątki kobiety sprzed 2000 lat owinięte w łuski cebul B. disticha.
W roślinach z gatunku B. haemanthoides obecne są alkaloidy β-krynanowe, dystychamina, bufanidryna, bufanizyna i krynina. Badania przeprowadzone w 2013 roku udowodniły, że obecne w tych roślinach alkaloidy likoryna i dystychamina wykazują silne działanie przeciwko komórkom ostrej białaczki limfoblastycznej, gruczolakoraka piersi i gruczolakoraka szyjki macicy, z wartościami IC50S w zakresie od 1,8 do 9,2 μM.
Interakcje międzygatunkoweRośliny są zjadane przez sępy i inne ptaki padlinożerne. Sugeruje się, że ma to na celu zapobieganie uszkodzeniom spowodowanym połknięciem zgniłego mięsa lub wyostrzenie wzroku.
Rozwijające się pąki kwiatowe B. haemanthoides są zjadane przez szarańczaki z gatunku Dictyophorus spumans.
GenetykaLiczba chromosomów 2n = 22.

## Systematyka
Pozycja systematycznaRodzaj z podplemienia Boophoninae, plemienia Amaryllideae, podrodziny amarylkowych Amaryllidoideae z rodziny amarylkowatych Amaryllidaceae.
W Europie najwcześniejszą pisemną wzmianką o roślinach z rodzaju Boophone jest ilustracja holenderskiego ogrodnika, Emanuela Sweertsa, żyjącego w latach 1552–1612, który wykonał rysunek rośliny z gatunku Boophone haemanthoides, przedstawiający dojrzałą cebulę z liśćmi, w pracy Florilegium amplissimum et selectissimum, opublikowanej we Frankfurcie w 1612 roku, ponad 300 lat przed formalnym opisaniem tego gatunku.
Wykaz gatunków
- Boophone disticha (L.f.) Herb.
- Boophone haemanthoides F.M.Leight.

## Nazewnictwo
Etymologia nazwy naukowejNazwa naukowa rodzaju pochodzi od greckich słów βους (bous – wół, bydło) i φόνος (phonos – zabójstwo), z uwagi na toksyczność tych roślin dla bydła.
Nazwy zwyczajoweW języku xhosa roślina nazywana jest incwadi, co oznacza „książka” i odnosi się do wachlarzowato rozpościerającego się ulistnienia. W języku sotho roślina nazywa się leshoma lub motlatsia, w suazi incumbe, w taabwa lunteunteu, w shona muwandwe, w tswana leshona, w ndebele incoto, w zuluskim incotha, w nguni ibadi, natomiast w języku afrykanerskim gifbol, boesmangifbol, malkopgif, gifui, seeroogblom, kopseerblom, iperdespook, które odnoszą się zasadniczo do trujących właściwości tych roślin.

## Zagrożenie
Boophone haemanthoides ujęty jest na Czerwonej Liście Roślin Południowej Afryki jako gatunek najmniejszej troski.

## Zastosowanie

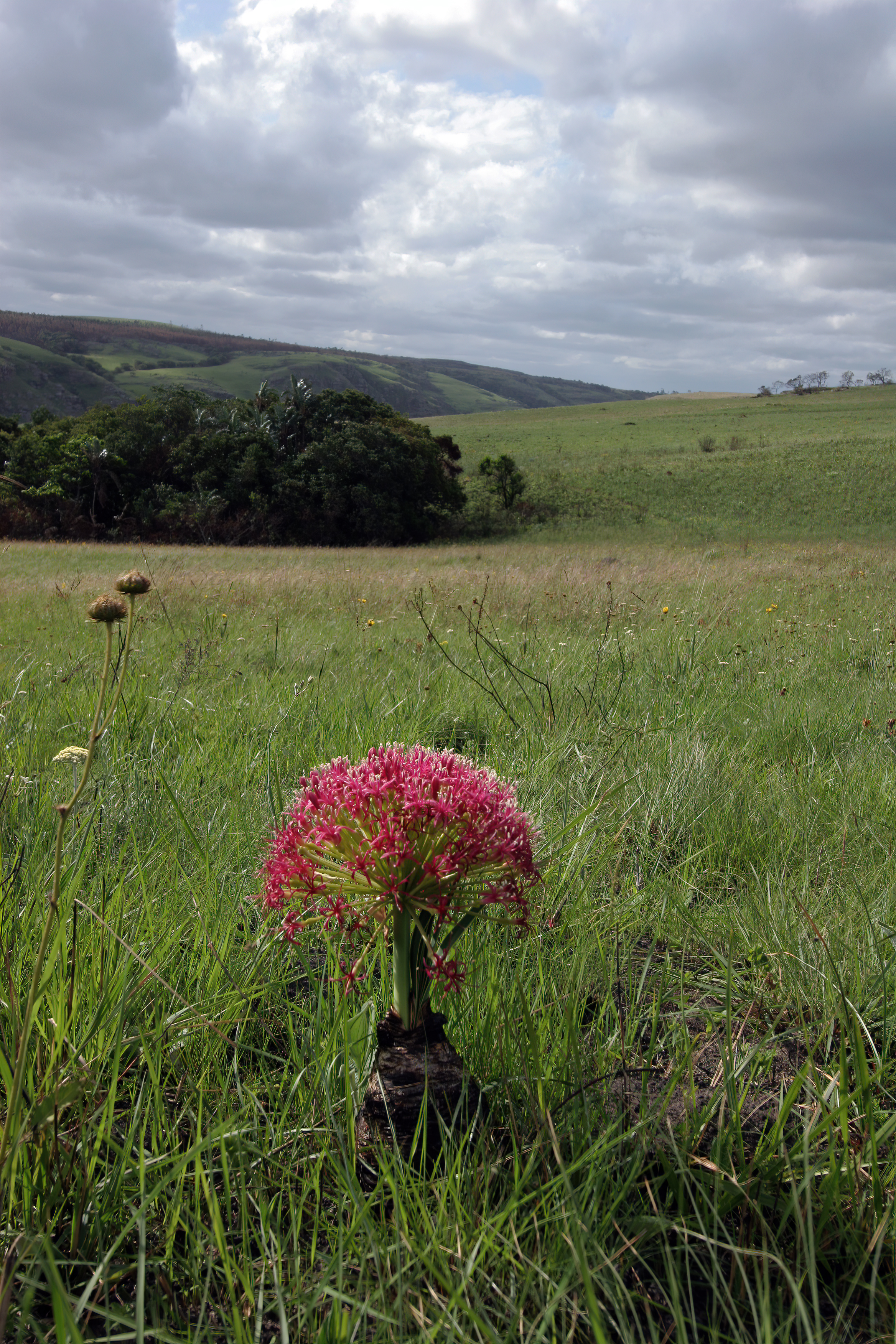
B. disticha w naturalnym siedlisku w Afryce Południowej

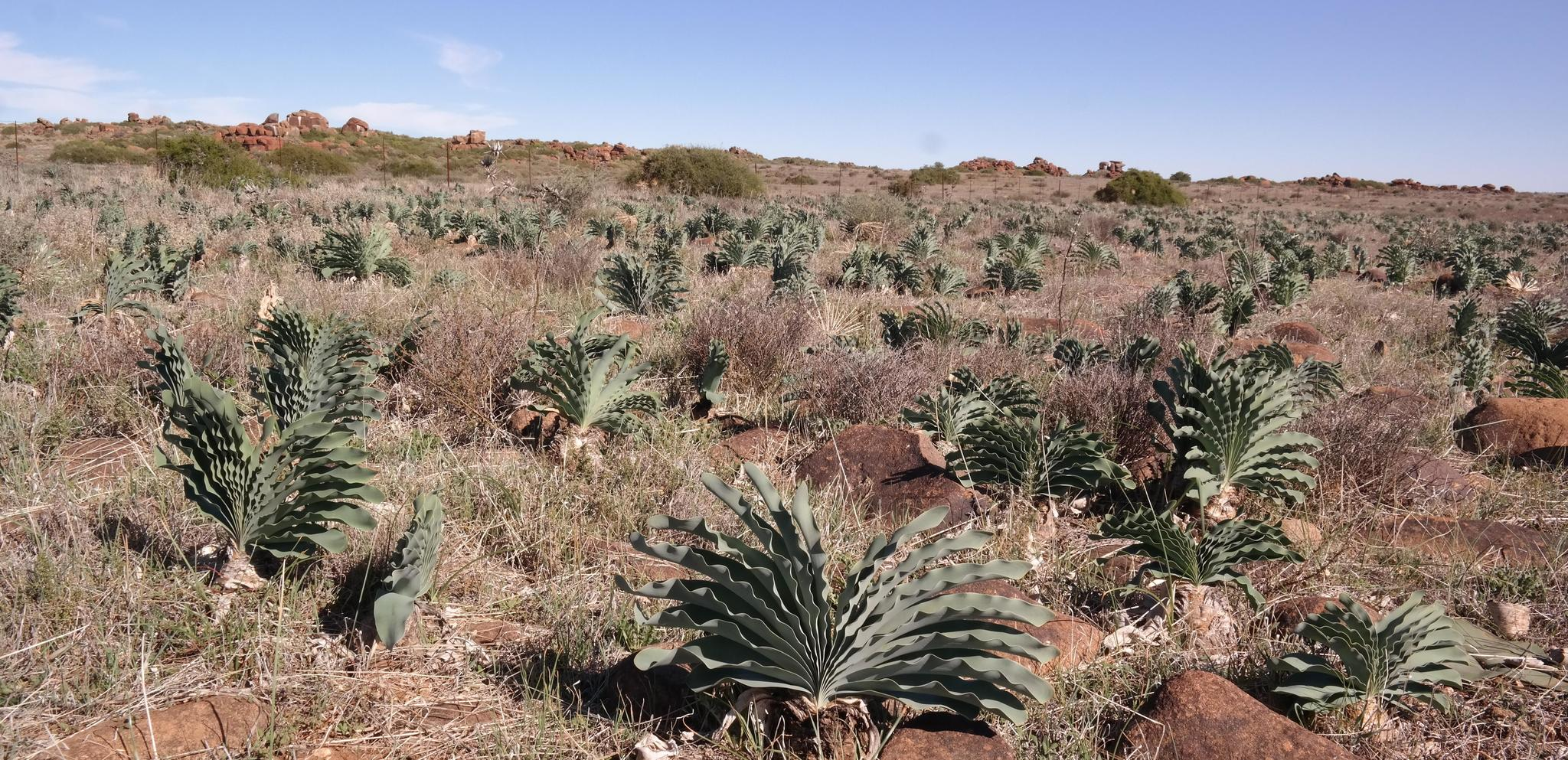
B. haemanthoides w naturalnym siedlisku w Afryce Południowej

Rośliny leczniczeBoophone disticha jest jedną z roślin cebulowych najczęściej stosowanych przez rdzenną ludność Afryki do celów leczniczych, wykorzystywaną do leczenia wielu dolegliwości.
W tradycyjnej medycynie afrykańskiej świeże liście B. disticha używane są do zatrzymywania krwawienia z ran. Suszone liście są też żute w leczeniu uzależnienia od alkoholu. Okładami z suszonych liści, zwilżonych mlekiem lub olejem leczy się w Mozambiku zapalenie żył. Napary kwiatowe z owsianką spożywane są na zawroty głowy w Malawi.
Najszersze zastosowanie mają jednak cebule, używane przez większość plemion środkowej i południowej Afryki (a także przez pierwszych osadników europejskich) na problemy skórne i rany, w tym wysypki, podbiegnięcia krwawe, oparzenia, skaleczenia i czyraki.
Łuski cebul stosowane są jako opatrunek po obrzezaniu, a także po przekłuciu uszu oraz na wszelkiego rodzaju rany, od skaleczeń po oparzenia, pokrzywki, ropnie i czyraki. Uważa się, że łuski posiadają działanie przeciwbólowe, ściągające i wyciągające ropę. Łuski cebul są także używane w astmie i duszności, stosowane są jako wypełnienie poduszki pod głowę.
Ekstrakty z cebul stosowane są doustnie lub w postaci lewatywy na ból głowy, klatki piersiowej, brzucha, na osłabienie i choroby oczu. Mleko, w którym macerowane były łuski cebul, stosowane jest na owrzodzenia i stany zapalne. Ponadto ekstrakty z cebul są stosowane w leczeniu raka, malarii i gruźlicy.
Napar z cebul używany jest zewnętrzne do leczenia różnych chorób skóry i stanów zapalnych, w tym reumatyzmu. Cebule są także stosowane do leczenia dawnej histerii i innych zaburzeń lękowych, bezsenności, depresji, a także wielu innych dolegliwości układu nerwowego. Osadnicy z Cape-Dutch sypiali na materacach wypełnionych łuskami z cebul w celu leczenia bezsenności.
W Zimbabwe Szona używają pulpy ze zmiażdżonych cebul na opuchlizny i zawroty głowy. Wywary z cebul są spożywane wewnętrznie lub stosowane w postaci lewatywy w przypadku dolegliwości żołądkowo-jelitowych i ogólnego osłabienia. W Mozambiku macerat z cebul stosowany jest do zwiększenia potencji seksualnej. Proszek uzyskiwany ze spalonych cebul wcierany jest w zadrapania na skórze w obszarze objętym paraliżem. W dystrykcie Bethlehem w Wolnym Państwie sok lub ekstrakt z cebul tej rośliny jest stosowany w postaci lewatywy do popełniania samobójstw.
W medycynie weterynaryjnej rośliny stosowane przez Xhosa są do leczenia bakteryjnej hemoglobinurii u bydła.
Badania na ciężarnych myszach wykazały, że liofilizowany wodny ekstrakt etanolowy z tej rośliny zmniejsza ciśnienie tętnicze po stresie poporodowym silniej niż diazepam.
Drugi gatunek z tego rodzaju, Boophone haemanthoides, o ograniczonym zasięgu geograficznym, również jest wykorzystywany w tradycyjnej medycynie ludów Khoisan.
Rośliny psychoaktywneLudy Soto w Afryce Południowej używają naparów z cebul tej rośliny w celach narkotycznych. Wysuszony proszek z cebuli służy również rytualne kadzidło psychoaktywne. Psychoaktywne właściwości cebul stosowane są do wywołania transu i używane w różnych rytuałach wróżbiarskich, takich jak przywoływanie duchów przodków i leczenie opętania.
Rośliny magiczneSzona sadzą rośliny z gatunku B. disticha na zewnątrz swoich chat jako zaklęcie odpędzające złe sny, przynoszące szczęście i deszcz, a także utrzymujące z dala od chaty „mudzimu” (ducha wędrownego) po śmierci. Rośliny te są również stosowane w samobójstwach rytualnych oraz podczas tajnych ceremonii inicjacyjnych w Lesotho. Młodzi chłopcy spożywają zgniecioną cebulę zmieszaną z innymi składnikami w celu umożliwienia nawiązania kontaktu z przodkami. Pierwsze oznaki stanu oszołomienia są oznaką, że w dzieci wstąpił duch dorosłości.
Aby zapewnić wygraną przed meczem piłki nożnej w Malawi, członkowie drużyny piłkarskiej posypywani są popiołem pochodzącym ze spalenia kawałka cebuli B. disticha, korzeni Acacia karoo i kawałka skóry z piłki do gry.
Wróżbici Xhosa podają napar z cebul w przypadku ifufunyana, histerii wskazującej na opętanie przez złe duchy.
W przeciwieństwie do Boophone disticha gatunek B. haemanthoides nie ma zastosowania magicznego.
Rośliny ozdobneZe względu na efektowne kwiatostany oraz niezwykłe, pofalowane liście oba gatunki są uprawiane jako rośliny ozdobne.
Inne zastosowaniaCebule B. disticha są używane przez Sanów i Khoisanów do wytwarzania trucizny do strzał. Buszmeni używają ich jako trucizny myśliwskiej. W Zairze trucizna do strzał sporządzana jest z samego soku z cebul lub z soku zmieszanego z sokiem mlecznym z wilczomlecza. Z kolei w Zimbabwe trucizna sporządzana jest z soku z cebul wymieszanego z jadem węży i Acokanthera oppositifolia. W Botswanie glina zmieszana z tłuczoną cebulą B. disticha służy do naprawiania glinianych garnków, a w Ghanzi do naprawiania rur wydechowych. Kobiety Zulusów zwijają tabakę na kawałku suszonej cebulki, aby poprawić jej skuteczność. Zewnętrzna warstwa cebul używana jest też do wykonania pierścienia na głowę wodza Suazi, a liście służą do robienia frędzli noszonych jako ozdoby.

## Uprawa
Historia uprawyRośliny znane w Polsce co najmniej od XIX wieku. W tomie IV wydanej w 1825 roku pracy Stanisława Wodzickiego O hodowaniu, użytku, mnożeniu i poznawaniu drzew, krzewów, roślin i ziół celniejszych ku ozdobie ogrodów, przy zastosowaniu do naszej strefy wskazane jest, że rośliny te „potrzebuią gliny lekkiey, z białym piaskiem zmięszaney, dla tego, że Cebule z łatwością gniią. W jesieni pędzą, a spoczywaią latem; w którym to czasie, potrzeba ie, nie bardzo gorąco trzymać”.
WymaganiaRośliny nie są mrozoodporne. W ciepłym klimacie, nadają się do sadzenia w ogrodzie, na obszarach chłodniejszych mogą być uprawiane w głębokich pojemnikach i zimowane w pomieszczeniu. Cebule należy sadzić płytko, do połowy wysokości. Potrzebują stanowiska słonecznego. Rodzaj gleby nie ma większego znaczenia, ale według niektórych autorów wymagają żyznego, dobrze przepuszczalnego podłoża, a nawet piaszczystego (B. disticha) lub piaszczysto-żwirowego na warstwie kompostu (B. haemanthoides).
RozmnażanieMogą być rozmnażane z nasion lub przez cebulki przybyszowe, które jednak pojawiają się w niewielkiej liczbie i rzadko obok cebuli macierzystej. Nasiona należy wysiać niezwłocznie po pęknięciu torebek w głębokich doniczkach, na piaszczystym podłożu, przykrywając je lekko na około 3 mm piaskiem. Niektóre nasiona mogą kiełkować natychmiast lub kiełkowanie może być opóźnione. Raz w roku należy zaprzestać podlewania i wprowadzić sadzonki w okres spoczynku. Uprawa tych roślin z nasion wymaga cierpliwości, ponieważ zakwitają dopiero 12 lat od wysiania.
PielęgnacjaW okresie uśpienia są bardzo wrażliwe na nadmiar wilgoci i wymagają całkowitego przesuszenia. W uprawie kwitną nieregularnie i dopiero z odpowiednio wyrośniętej cebuli. Nie powinny być przesadzane częściej niż co 5–6 lat. Niewystarczająco przepuszczalne podłoże prowadzi do grzybiczego gnicia cebul.

## Nawiązania w kulturze
Wątek uprawy Boophone disticha oraz właściwości medycznych i używkowych tej rośliny pojawia się w powieści niemiecko-południowoafrykańskiej pisarki Stefanie Gercke z 2019 roku pod tytułem Ort der Zuflucht. Ryzyko śmierci związane z zażywaniem B. disticha jako środka halucynogennego jest poruszone w powieści kryminalnej z 2011 roku autorstwa Michaela Searsa i Stanleya Trollipa, wydanej pod pseudonimem Michael Stanley, pod tytułem Death of the Mantis.